# 東瀬耕太郎
東瀬 耕太郎（あずせ こうたろう、1967年5月6日 - ）は、熊本県熊本市出身の元プロ野球選手（投手）。日本プロ野球選手会公認代理人

## 来歴・人物
熊本市立帯山中学校2年生の時に全国中学軟式野球大会で優勝。当時の3年生には松崎秀昭（元南海）と御船英之（元ダイエー、広島、近鉄）がいた。
九州学院高では当初は野球部に入らずに、特進クラス英語コースで勉学に専念するが学校からの強い要望があり6月から野球部に入部。1年秋から主戦で登板、1983年秋季九州大会県予選決勝では鎮西高に進学していた松崎と投げ合うが敗退。
1984年、2年春のRKK旗大会では3試合連続完封で優勝に導く。同年夏の熊本大会準々決勝では、強豪の済々黌高を相手に9回2死までノーヒットノーラン。3年では肘の故障で満足に投げることができず4番・一塁手として出場。夏の熊本県大会予選では熊本西高に決勝で敗れ、甲子園出場を逃した。なお学校では部活をしている生徒に珍しく特進クラスの英語コースに3年間所属していた。
高校卒業後は明治大学に進学。武田一浩、平塚克洋の投手陣で2年まではベンチにも入ることが出来なかったが、3年の春季リーグ戦から登板。4年の1989年春季リーグで大きく飛躍、左腕から繰り出す伸びのあるストレートでプロの注目を浴びる。リーグ通算21試合、7勝5敗。
父親が京都大学法学部卒業の厳格な家庭で育ったため、野球は大学までと決めていて、卒業後は野球部のない一般企業の安田信託銀行への就職が内定していた。しかし、1989年のプロ野球ドラフト会議にて横浜大洋ホエールズから2位指名を受ける。入団交渉は難航したが、翌1990年の1月にようやく入団が発表された。同ドラフト会議では、大学のチームメイトの今久留主成幸が同じく横浜大洋から4位指名、舟山恭史が日本ハムから4位指名を受けた。入団する際には当時の球団社長にマルハ本社採用、グループ会社である大洋球団出向という約束を取り付ける。その際口頭ではなく覚書を交わすなど現在の仕事に大きく影響する契約を交わす。ちなみに広島カープに移籍する際にこの契約を破棄。当時ベイスターズの球団社長から「俺も球団社長の後は本社にはもどらない覚悟だ。君も同じだろう」と言われたが、その球団社長は社長退任後、本社のグループ会社に収まっている。
1990年中盤から一軍に登板。先発を主にしていたが3年目からリリーフに転向。
1992年シーズン序盤の登板過多により肩を故障、それから思うように投げることが出来ずに苦しんだ。
1993年シーズン開幕2日前に永野吉成とのトレードで千葉ロッテマリーンズへ移籍。
1996年シーズンオフに自由契約となる。その後、同年秋に広島東洋カープと契約。
1997年の6月後半から自己最多の37試合に登板し、7年ぶりの勝利を挙げるなど活躍をする。
1998年シーズンオフに自由契約となり、同年秋に大学の先輩である星野仙一監督の中日ドラゴンズに入団。
1999年シーズンオフ、小池秀郎、佐野重樹、善村一仁との3対3の交換トレードで門倉健、古池拓一とともに大阪近鉄バファローズへ移籍。
2000年シーズン限りで現役を引退。11年間の現役生活で5球団も渡り歩き、当時では珍しい日本型「ジャーニーマン」（移籍の多い選手のこと）である。引退時にメジャー球団から、肘の手術込みで2年間のマイナー契約を提示されたが固辞。
引退後はスポーツ・マネジメント業を営む。これまでにプロ野球選手のマネジメント、またエージェントとして数々の国内FA交渉に携わる。マイナーにも選手を送り出している。最近ではスポーツ競技の枠を拡げゴルフ界にも進出している。

## 詳細情報

### 年度別投手成績
| 年 度      | 球 団      | 登 板 | 先 発 | 完 投 | 完 封 | 無 四 球 | 勝 利 | 敗 戦 | セ 丨 ブ | ホ 丨 ル ド | 勝 率 | 打 者 | 投 球 回 | 被 安 打 | 被 本 塁 打 | 与 四 球 | 敬 遠 | 与 死 球 | 奪 三 振 | 暴 投 | ボ 丨 ク | 失 点 | 自 責 点 | 防 御 率 | W H I P |
| ---------- | ---------- | ----- | ----- | ----- | ----- | -------- | ----- | ----- | -------- | ----------- | ----- | ----- | -------- | -------- | ----------- | -------- | ----- | -------- | -------- | ----- | -------- | ----- | -------- | -------- | ------- |
| 1990       | 大洋       | 10    | 5     | 0     | 0     | 0        | 1     | 3     | 0        | --          | .250  | 149   | 35.0     | 25       | 3           | 22       | 2     | 1        | 34       | 1     | 1        | 19    | 16       | 4.11     | 1.34    |
| 1991       | 大洋       | 8     | 3     | 0     | 0     | 0        | 0     | 1     | 0        | --          | .000  | 71    | 16.0     | 17       | 1           | 11       | 1     | 0        | 15       | 0     | 1        | 7     | 6        | 3.38     | 1.75    |
| 1992       | 大洋       | 24    | 2     | 0     | 0     | 0        | 0     | 1     | 0        | --          | .000  | 121   | 26.1     | 20       | 6           | 24       | 1     | 2        | 19       | 1     | 0        | 18    | 18       | 6.15     | 1.67    |
| 1993       | ロッテ     | 10    | 1     | 0     | 0     | 0        | 0     | 1     | 0        | --          | .000  | 54    | 11.0     | 15       | 0           | 8        | 0     | 1        | 6        | 0     | 0        | 6     | 6        | 4.91     | 2.09    |
| 1994       | ロッテ     | 1     | 0     | 0     | 0     | 0        | 0     | 0     | 0        | --          | ----  | 6     | 2.0      | 1        | 0           | 0        | 0     | 0        | 2        | 1     | 0        | 0     | 0        | 0.00     | 0.50    |
| 1996       | ロッテ     | 4     | 0     | 0     | 0     | 0        | 0     | 0     | 0        | --          | ----  | 19    | 3.1      | 7        | 2           | 3        | 0     | 0        | 1        | 0     | 0        | 4     | 4        | 10.80    | 3.00    |
| 1997       | 広島       | 37    | 0     | 0     | 0     | 0        | 1     | 0     | 0        | --          | 1.000 | 113   | 25.2     | 21       | 2           | 11       | 0     | 6        | 17       | 1     | 1        | 17    | 15       | 5.26     | 1.25    |
| 1998       | 広島       | 13    | 0     | 0     | 0     | 0        | 0     | 1     | 0        | --          | .000  | 29    | 6.0      | 7        | 0           | 2        | 0     | 2        | 5        | 1     | 0        | 5     | 4        | 6.00     | 1.50    |
| 1999       | 中日       | 2     | 0     | 0     | 0     | 0        | 0     | 0     | 0        | --          | ----  | 4     | 0.2      | 1        | 0           | 1        | 0     | 0        | 0        | 0     | 0        | 0     | 0        | 0.00     | 3.00    |
| 2000       | 近鉄       | 7     | 0     | 0     | 0     | 0        | 0     | 0     | 0        | --          | ----  | 36    | 6.0      | 4        | 0           | 12       | 0     | 2        | 6        | 3     | 0        | 4     | 4        | 6.00     | 2.67    |
| 通算：10年 | 通算：10年 | 116   | 11    | 0     | 0     | 0        | 2     | 7     | 0        | --          | .222  | 602   | 132.0    | 118      | 14          | 94       | 4     | 14       | 105      | 8     | 3        | 80    | 73       | 4.98     | 1.61    |

### 記録
- 初登板：1990年8月8日、対読売ジャイアンツ22回戦（東京ドーム）、8回裏に4番手として救援登板・完了、1回無失点
- 初奪三振：同上、8回裏に西岡良洋から
- 初先発：1990年9月10日、対広島東洋カープ23回戦（広島市民球場）、5回2失点
- 初勝利・初先発勝利：1990年10月10日、対ヤクルトスワローズ26回戦（横浜スタジアム）、6回2失点

### 背番号
- 12 （1990年 - 1992年）
- 47 （1993年 - 1996年）
- 39 （1997年 - 1998年）
- 52 （1999年）
- 62 （2000年）